# Neobidessus spangleri
Neobidessus spangleri är en skalbaggsart som beskrevs av Young 1977. Neobidessus spangleri ingår i släktet Neobidessus och familjen dykare. Inga underarter finns listade i Catalogue of Life.